# Бурсучи (Васлуј)
Бурсучи (рум. Bursuci) насеље је у Румунији у округу Васлуј у општини Епурени. Oпштина се налази на надморској висини од 163 m.

## Становништво
Према подацима из 2002. године у насељу је живело 920 становника, од којих су сви румунске националности.